# Суворов, Владимир Андреевич
Суворов, Владимир Андреевич (19 января 1926, Острогожск, СССР — 26 марта 1990, Москва, СССР) – советский видеооператор документального кино. Вёл кинохронику космонавтов первого отряда, а также техническую съёмку первого в мире космонавта Юрия Гагарина и старта космического корабля Восток-1. 

## Биография
Родился 19 января 1926 года в городе Острогожске Воронежской области РСФСР в семье репрессированного начальника отдела капитального строительства Суворова Андрея Петровича (1898-1955) и его жены Екатерины Дмитриевны (1900-1988).
В 1944 году поступает на операторский факультет Всероссийского государственного института кинематографии (ВГИК) в Москве, который успешно заканчивает в 1950 году.
Проходил практику на студии «Моснаучфильм» и Московской студии кинохроники, участвуя в работе над документальным фильмом «Ленин» М. Ромма.
В 1950–1953 гг. – ассистент кинооператора, оператор Нижне-Волжской студии кинохроники.
С 1953 года работал на других киностудиях, в том числе «Моснаучфильм». Принимал участие в секретных съёмках советских испытаний атомного и водородного оружия, в результате чего получил инвалидность.

### Киногруппа по космической тематике
В 1959 году была сформирована специальная киногруппа по космической тематике. Владимир Андреевич проводил съёмки стартов первых советских космонавтов. Как признавался сам кинооператор, несмотря на то, что с послевоенных лет ему довелось работать с ракетами и ракетными установками, тогда ни сном ни духом не предполагал, что добрый десяток лет придётся снимать ракетно-космическую технику и даже космонавтов.
Проводил документальную съёмку первого полёта человека в космос.
Из воспоминаний В.А.Суворова:

 
Пока ползёт лифт, снимаю через проплывающие фермы стартовую площадку. С верхней площадки видно всё как на ладони. Вон Олег Ивановский берёт Юрия под руку, помогает ему подняться по ступенькам к кабине лифта. Быстро меняю точку, чтобы успеть снять выход из лифта и посадку в корабль. Открывается дверь — Гагарин на верхней площадке перед кабиной корабля. Лицо его спокойно. Увидев меня, на мгновение приостановился, улыбнулся, покачал головой, мол, ну и ну, и здесь кино. Махнул мне рукой и пошел к люку. А я занят, камера работает, не могу оторваться от визира, чтобы ответить на приветствие. Ухватившись за верхний обрез люка, Гагарин чуть задержался, а затем скользнул в кресло.
Выключаю камеру и смотрю на счётчик. Использовал пятнадцать метров плёнки, значит, с момента остановки лифта до посадки Гагарина в кресло прошло всего около тридцати секунд.
Прижавшись в углу площадки, снимаю ещё метров пять. За спинами Ивановского и Востокова еле виден белый гермошлем Гагарина. Пора закрывать люк. Положив свой аппарат на пол площадки, протискиваюсь к Юрию и кричу:
— До встречи! В Москве обязательно увидимся! Позади часовая готовность. Потом тридцатиминутная.

7 июля 1961 года состоялась премьера документального фильма «Первый рейс к звездам», на которой присутствовали и космонавты, и Сергей Павлович Королёв. Показ закончился громом аплодисментов.
Вёл съёмку полёта Германа Титова и старта Восход-1.
Автор книг мемуаров «Точка отсчёта. Записки кинооператора» и «Страна Лимония».
Член Союза кинематографистов СССР.

## Творчество

### Фильмография
- Первый рейс к звёздам (1961)
- Снова к звёздам (1961)
- Человек вышел в космос (1965)